# Evangelische Gesellschaft für Deutschland

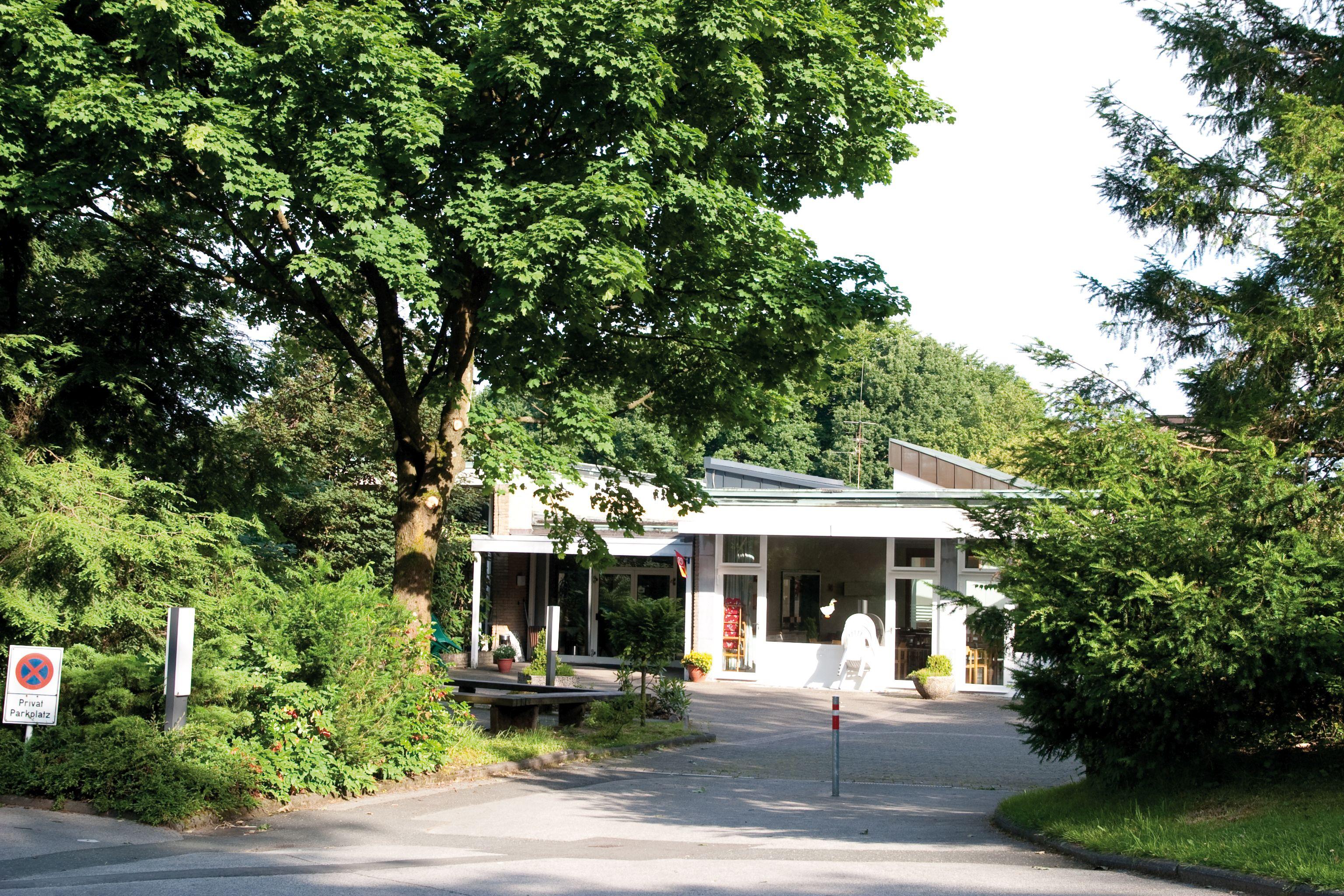
Eingangsbereich der Jugendbildungsstätte Radevormwald

Die Evangelische Gesellschaft für Deutschland KdöR (EGfD oder EG) ist ein christlicher Gemeindeverband. Zu ihr gehören zum großen Teil freikirchlich organisierte Gemeinden sowie Gemeinschaften, die mehr oder weniger eng mit der Evangelischen Kirche vor Ort zusammenarbeiten. Die Gemeinden bzw. Gemeinschaften tragen Bezeichnungen wie Evangelische freie Gemeinde, Evangelische Stadtmission, Evangelische Gemeinschaft u. a.
Gegründet wurde die EG am 25. August 1848 in Elberfeld. Sie wurde 1882 eine Körperschaft nach altpreußischem Landrecht (altrechtlicher Verein) und erhielt aufgrund eines kaiserlichen Erlasses (Wilhelm I.) das Recht einer juristischen Person. Seit 1997 ist die EG in Radevormwald bei Remscheid ansässig. Im Oktober 2019 wurden der Evangelischen Gesellschaft für Deutschland von der Landesregierung von Nordrhein-Westfalen die Rechte einer Körperschaft des öffentlichen Rechts verliehen.
Derzeit arbeiten etwa 50 hauptamtliche Pastoren und Jugendreferenten in den Gemeinden, sowie viele ehrenamtliche Mitarbeiter mit dem Ziel, Menschen für den christlichen Glauben zu gewinnen. Mit ihrem Glaubensbekenntnis steht die EG nach ihrer Satzung auf dem Boden der Evangelischen Allianz und ist mit vielen Christen in Deutschland und weltweit verbunden. Die EG gehört zum Evangelischen Gnadauer Gemeinschaftsverband (Kassel).
Der EG haben sich bis heute etwa 61 (Stand 2023) Evangelische freie Gemeinden und Evangelische Gemeinschaften angeschlossen. Das Motto der EG lautet „Gott lieben, Menschen gewinnen, Gemeinde leben“.

## Geschichte

Pastor Ludwig Feldner

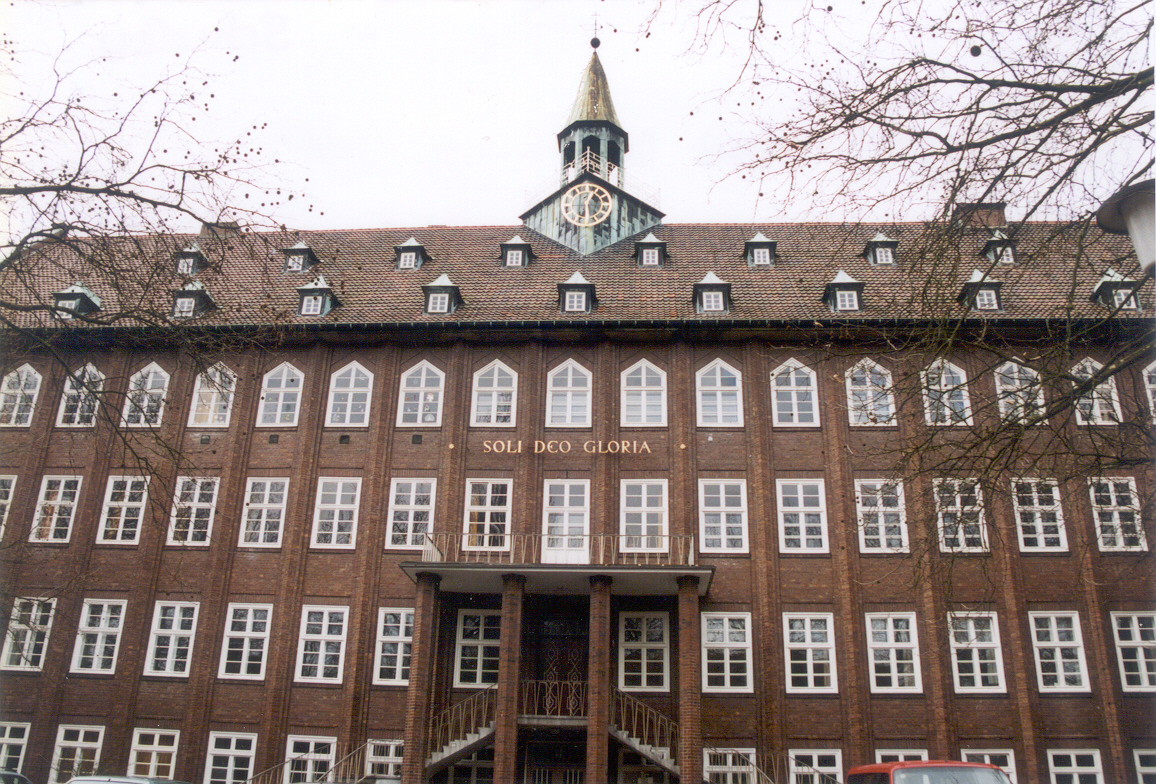
Evangelisch Stiftisches Gymnasium in Gütersloh

Mitte des 19. Jahrhunderts kam es zu einer Wiederbelebung des Rationalismus im neuen Gewand der liberalen Theologie. Hinzu kam – bedingt durch die industrielle Revolution – eine starke Bevölkerungszunahme in den Großstädten. Viele Arbeiter in den industriellen Ballungszentren lebten in menschenunwürdigen Umständen. „Es entstanden verarmte und verelendete Massen, die mit Gott und Menschen haderten.“

### Anfänge
Pastor Ludwig Feldner, lutherischer Pfarrer in Elberfeld, sah in der Gründung einer Evangelischen Gesellschaft die Möglichkeit, der Entkirchlichung und Entchristlichung des deutschen Volkes entgegenzuwirken. Er veröffentlichte im Mai 1848, zwei Monate nach der Märzrevolution, die auch in Elberfeld zu heftigen Straßenschlachten führte und die Freigabe des Vereins- und Versammlungsrechtes zur Folge hatte, einen Aufruf in der Zeitschrift Der Menschenfreund, in dem er zur Evangelisation von Deutschland aufrief. Am Tag nach dem Barmer Missionsfest der Rheinischen Mission trafen sich 53 Pastoren und andere gläubige Männer und gründeten „einmütig“ die EG in Elberfeld unter dem Motto „Wollen wir nicht Deutschland evangelisieren?“ Der Zweck der EG wurde zusammengefasst mit den Worten „der Ausbau des Reiches Gottes nach innen und außen“. Carl Brockhaus wurde 1848 Schriftführer des neu gegründeten Vereins.
Um die Jugend zu erreichen, wurden das Evangelisch Stiftische Gymnasium in Gütersloh und ein Lehrerseminar in Düsselthal eingerichtet. Die Gesellschaft widmete sich zunehmend der Schriftenverbreitung; dazu gründete sie 1852 in Elberfeld ein Schriftenlager. Kolporteure zogen wie Hausierer durchs Land. Von 1848 bis 1873 wurden auf diese Weise 60.000 Bibeln, 75.000 Neue Testamente und eine Million Erbauungsschriften verbreitet. Dabei ging es nicht in erster Linie um den Verkauf, sondern um das persönliche Zeugnis vom Glauben an Christus. Wo sich die Türen öffneten, errichtete man Bibelstundenkreise zur weiteren Betreuung der Gläubigen. Um die Gläubigen eines größeren Bezirks miteinander zu verbinden und auch missionarisch zu wirken, wurden regelmäßig größere Versammlungen und Feste abgehalten.
Dabei knüpften die „Boten“ (wie die Kolporteure genannt wurden) an die Erweckungsgebiete in Deutschland in der ersten Hälfte des 19. Jahrhunderts an. Im Ruhrgebiet kam es zur Einwanderung frommer Ostpreußen als Industriearbeiter. Im Westerwald erfolgten Besuche von Erzbergleuten aus dem Siegerland, die zum Glauben an Christus gekommen waren. In Wetzlar wurde mit einer missionarischen Arbeit unter schienenlegenden Eisenbahnern begonnen.

### Zweigvereine
Um die Arbeit vor Ort weiter zu festigen, entstanden Zweigvereine, die die EG finanziell unterstützten und Verantwortung für die Arbeit vor Ort übernahmen, sodass der „Bote“ der EG Freiraum für evangelistische Tätigkeiten hatte. Ging die Anzahl der Mitglieder über eine bestimmte Zahl hinaus, so wurde es nötig, ein Haus zu bauen, was eine Zunahme an Eigenständigkeit und Unabhängigkeit von der Kirche bedeutete.
Der erste Zweigverein war in Altena 1848. Weitere folgten: 1854 Breslau, 1850 Hagen, 1856 Dortmund, 1859 Essen, 1871 Wattenscheid und Duisburg, 1872 Bochum, 1873 Gelsenkirchen, 1874 Schalke. Der größte Arbeitsschwerpunkt lag im Ruhrgebiet.
Die Arbeit breitete sich seit den 1880er Jahren stark aus. 1874 hatte die EG sieben Zweigvereine, 1880 waren es elf. 1883 gehörten ca. 5000 Mitglieder und 13 Zweigvereine dazu. Seit 1851 hatte die EG eine eigene Zeitschrift, die Mitteilungen der Evangelischen Gesellschaft für Deutschland.
Der langanhaltende wirtschaftliche Aufstieg in der Wilhelminischen Ära führte zu gesteigertem Wohlstand und zunehmender Entkirchlichung. Darin sah die EG eine Herausforderung. 1884 waren 21 Boten angestellt, 1891 waren es 33 und 1908 hatte sich die Arbeit so stark entwickelt, dass 63 Boten angestellt waren bei insgesamt 54 Zweigvereinen und 50 Vereinshäusern. Ebenso stieg die Zahl der Inspektoren von einem auf drei.
Die Gründe für dieses starke Wachstum standen in engem Zusammenhang mit dem starken Aufschwung der Gemeinschaftsbewegung in Deutschland. Auch dass durch den Gnadauer Verband die Gedanken von Laienarbeit, Evangelisation und Gemeinschaftspflege vertreten wurden, brachte der EG Aufschwung.
Da Evangelisation von Anfang an das Hauptanliegen war, beschritt die Gesellschaft Ende des 19. Jahrhunderts neue Wege. Die mehrtägigen oder wochenlangen Evangelisationsveranstaltungen mit Elias Schrenk mit oft Tausenden von Leuten waren etwas Neues. Die EG leistete hier vor allem die Vor- und Nacharbeit. Gleichzeitig achtete sie darauf, dass die persönliche Evangelisation nicht zu kurz kam.

### Schriftenmission
1852 begann die Schriftenmission mit einer eigenen Schriftenniederlage in Elberfeld. Vor dem Ersten Weltkrieg wurde diese zu einem wichtigen Schwerpunkt der Arbeit. 1899 übernahm Pastor Joseph Gauger die Schriftleitung in der Schriftenmission. 1905 übernahm die EG die 1889 von Pastor Julius Dammann gegründete evangelische Wochenzeitschrift Licht und Leben, die 1917 von 3000 Pfarrern bezogen wurde. 1925 war die Auflage auf 20.000 und im Kirchenkampf bis auf 30.000 Exemplare wöchentlich gestiegen. Daneben gab die EG zahlreiche evangelistische und andere Schriften heraus, z. B.: Einer für alle (für Soldaten, Aufl. 200.000), Deutschlands Hoffnung (Kinderzeitschrift, Aufl. 17.800), Im Dienst des Kinderfreundes (Hilfe für Sonntagschullehrer, Aufl. 6054), Licht und Kraft (jährliches Andachtsbuch), Singet dem Herrn (neue Lieder für die 250 Chöre des Evangelischen Sängerbundes). Außerdem schuf die EG mit der Herausgabe des Evangelischen Psalters ein Standardliederbuch für den Pietismus.
Nach dem Krieg stieg die Zahl der Boten, Zweigvereine und Häuser nur noch geringfügig an. Die Arbeit verlagerte sich mehr von Evangelisation auf Betreuung der gläubigen Kreise.
In der Jugendarbeit stellte die EG 1920 zwei Jugendsekretäre (einen Mann und eine Frau) ein, gab seit 1924 eine eigene Jugendzeitschrift Jugendland heraus und baute ein Jugendheim in Hilchenbach, Haus Jugendland. Die Jugendkreise der EG schlossen sich zu einem eigenen Gesellschaftsverband mit eigener Satzung zusammen. 1925 gab es ca. 40 EG-Jugendbünde mit 1500 Mitgliedern. Neben diesen Jugendbünden gab es in der EG 32 Männer- und Jünglingsvereine, 65 Frauenvereine, 66 Gesangsvereine und 77 Sonntagsschulen.
In der Schriftenmission arbeiteten 1925 dreißig Personen. Pastor Gauger sah es als seine Aufgabe an, politische Bewusstseinsbildung zu betreiben, und gab den Gemeinschaftsleuten durch die Gotthardbriefe (seit 1923) Hilfestellung.
Vor der Machtergreifung der NSDAP im Jahre 1933 gab es deutliche Warnungen von der EG durch Präses Pastor Paul Kuhlmann. Andererseits gab es im Hauptvorstand auch Stimmen, die sich durch den Gebrauch der Worte "Volksmission" und "volksmissionarische Verkündigung" von Seiten der "Deutschen Christen" (DC) blenden ließen. Als die Deutschen Christen jedoch in der Sportpalastkundgebung am 13. November 1933 ihre Ziele offen darlegten, war sich der Hauptvorstand einig, dass eine Zusammenarbeit mit ihnen unmöglich sei. Präses Kuhlmann riet den Gemeinschaften vor Ort dringend, ihre Selbständigkeit zu bewahren.
In den nächsten Jahren erlebte die EG die systematische Verhinderung ihrer Arbeit durch die NSDAP bis zur völligen Lahmlegung ganzer Arbeitszweige. Am 13. Juli 1938 wurde Licht und Leben verboten. Zur Absetzung der Leitung der EG und Neubesetzung mit überzeugten Nationalsozialisten kam es kriegsbedingt nicht.

### Zeit nach 1945
Unter Direktor Pastor Heinrich Jochums erfolgte nach 1945 eine starke Rückbesinnung auf das Anliegen der Gründer der EG, Deutschland zu evangelisieren. 1962 gründete die EG die Zeltmission, die in den folgenden Jahren eine Blütezeit erlebte. 1974 schloss sich die Neukirchener Mission der EG als Zweigverein an. Damit erhielten die Gemeinschaften verstärkt den weltweiten Horizont der Weltmission (früher durch die Beziehungen zur Rheinischen Mission) und die Missionare zusätzlich den Gemeindebezug der Gemeinschaften der EG.
Auch Schulung und Ausbildung wurde neu wichtig: Seit 1947 fanden jährlich wieder Bibelkurse für Prediger im Bibel- und Erholungsheim Hohegrete statt (1900 stillgelegtes Erzbergwerk, 1902 gekauft).
Neben diesen „Predigerrüsten“ wurde 1960 das Bibelseminar Wuppertal gegründet. Anlass war „der Mangel an Mitarbeitern im Werk des Herrn und der immer weiter um sich greifende Zweifel an der Autorität der Heiligen Schrift“. 1963 wurde maßgeblich durch Jochums und die Bibelschule Brake die Konferenz bibeltreuer Ausbildungsstätten gegründet, zu der heute über 30 Schulen in Europa gehören.
In der Schriftenmission wurde unter der Schriftleitung von Pastor Wilhelm Busch ab 1948 wieder Licht und Leben herausgegeben, jedoch nunmehr monatlich statt vorher wöchentlich. Jochums gab die Zeitschrift Der feste Grund und die 21-bändige Schriftenreihe Aktuelle Fragen heraus.

### Zweite Hälfte des 20. Jahrhunderts
Nach dem Krieg machte sich Enttäuschung über den theologischen Kurs der Kirche breit. „So kam es nicht, wie es am Anfang des Kirchenkampfes schien, zu einer Reformation an Haupt und Gliedern. Das erhoffte Neue blieb ganz aus. Unter der Leitung der einstigen BK-Vorkämpfer haben wir die Restauration der Kirche ...“ (Gotthold Lesser). In dieser „Neuen Kirche“, die im Laufe der Zeit immer mehr von der existentialen Theologie Rudolf Bultmanns beeinflusst wurde, „wurden die Gemeinschaften als Störfaktor in die Ecke gedrängt.“ Jochums vertrat 1968 in seinem Buch Angriff auf die Kirche die These, dass der schärfste Angriff auf die Kirche aus der Kirche selbst komme. 1963 verfassten Jochums und Pastor Horst Thurmann das Wuppertaler Bekenntnis.
Einher ging eine immer größere Offenheit für Menschen, die außerhalb der Kirche stehen und eine Besinnung auf gemeindetheologische Themen. Pastor Horst Thurmann schrieb 1963: Die Gemeinschaft „will, kann und darf jedoch, soll sie unter dem Segen stehen, letztendlich nichts anderes sein als (in aller Schwachheit sei’s gesagt) Gemeinde“. 1973 riet Pastor Heinrich Jochums: „Wir sollten gegebenenfalls auch bereit sein, sogenannte Amtshandlungen selbst zu vollziehen.“ 1975 erschien im Verlag der EG das Buch Gemeinde nach Gottes Bauplan von Alfred Kuen. 1966 wurde das Jugendwerk der EG neu verfasst, das vor allem den nicht dem CVJM oder EC angeschlossenen Jugendkreisen in der EG dient.

### Neuere Entwicklungen
Seit den 1990er Jahren versteht sich die EG in ihrer weiteren Entwicklung immer stärker als ein Bund von Gemeinden. Dabei kann die Gemeinde vor Ort für sich entscheiden, welches Modell von Gemeinde sie lebt – ob sie eigenständige Gemeinde sein möchte und alle Kasualien eigenverantwortlich durchführt, oder ob sie als „Evangelische Gemeinschaft“ mit einer mehr oder weniger großen Nähe zur Evangelischen Kirche vor Ort ihren Weg gehen will. 1993 wurde die Arbeitsgemeinschaft „Evangelisation und Gemeindebau“ ins Leben gerufen. In der Folge wurden gezielt Gemeinde-Neugründungen ins Auge gefasst. 1996 wurde der Zweck „Gemeindebau“ ausdrücklich in die Satzung der EG aufgenommen. Das Selbstverständnis der Gemeinden und Gemeinschaften der EG drückt sich auch durch die jeweilige Namensgebung aus (Evangelische freie Gemeinde, Stadtmission, Evangelische Gemeinschaft u. a.).
Die EG versteht sich nach ihrem „Leitbild 2025“ als ein Bund von Gemeinden und Gemeinschaften, deren Mitglieder und Freunde auch über die örtliche Arbeit hinaus füreinander und für das Gesamtwerk Verantwortung übernehmen.
In der Zentrale in Radevormwald betreibt sie eine Jugendbildungsstätte als Freizeit- und Tagungsstätte mit 160 Betten, Sporthalle, Kletterwald, Außerschulischer Bildungsort und Erlebnispädagogik, sowie das EG Kolleg (Schulung für ehrenamtliche Mitarbeiter).
Im Jahr 2002 wurde nach dem Tod des Altpräses Hans Mohr eine nach ihm benannte „Hans Mohr-Stiftung“ errichtet.
Im Jahr 2010 wurde die 1960 als „Bibelseminar Wuppertal“ gegründete Ausbildungsstätte (zuletzt „esra:seminar“) geschlossen und eine Kooperation mit dem Theologischen Seminar Rheinland eingegangen.
Die Zeitschrift Licht und Leben (als Wochenzeitschrift im Jahr 1889 gegründet, 1948 von Pastor Wilhelm Busch neu als Monatszeitschrift herausgegeben) wird seit 2003 unter der Verantwortung des jeweiligen EG-Direktors als „Licht und Leben info“ zweimonatlich und seit 2016 als Quartalszeitschrift herausgebracht. Die Druckauflage liegt bei 3000 Exemplaren. Darüber hinaus kann man sie auf der Website der EG kostenlos herunterladen.
Als Mitglied im „Evangelischen Gnadauer Gemeinschaftsverband e. V.“ hat die EG mit 25 anderen Verbänden im Mai 2019 das „Gnadauer Bündnis für Lernen und Arbeiten im Gnadauer Verband“ gegründet. Es geht dabei um eine enge Verzahnung von Ausbildung und Arbeit und um dauerhaft gute Arbeitsbedingungen für die Mitarbeitenden.
Seit Oktober 2019 ist die Evangelische Gesellschaft für Deutschland eine Körperschaft des öffentlichen Rechts.

## Struktur
Zur EG gehören:
- das Jugendwerk mit hauptamtlichen Referenten
- die Jugendbildungsstätte als Freizeit- und Tagungsstätte in Radevormwald
- ein Team von Erlebnispädagogen mit Angeboten für Schulklassen und Gemeinden
- EG-Kolleg: eine Fortbildung für ehrenamtliche Mitarbeiter
- die Hans-Mohr-Stiftung

Die EG unterhält freundschaftliche Verbindungen zur Allianz-Mission, die in den 28 Ländern arbeitet.